# イリル・メタ
イリル・メタ（アルバニア語: Ilir Meta、1969年3月24日 - ）は、アルバニアの政治家。同国大統領（第7代）、首相（第31代）、外務大臣を歴任。現在は無所属。
アルバニア語、英語、イタリア語が堪能である。

## 経歴
1969年にアルバニアの小さな町、スクラパルで誕生した。ティラナ大学経済政治学部卒業。
1990年代に政界へ入り、アルバニア社会党に入党した。1999年に首相へ就任し、2001年に議会で就任が承認された。しかし、同じ党議員であるファトス・ナノと対立することになり、首相を辞任。
その後、2004年に離党し、統合社会主義運動を設立した。2013年には連携しているアルバニア社会党が議会選挙に勝利したため、彼自身はアルバニア議会の議長に就任した。2017年4月には議会によって、大統領に任命され、妻のモニカ・クリマエディに党首の座を譲った。
2019年にアルバニア地震が起こった際、復興作業に携わったイスラエル国防軍の兵士に感謝の念として勲章を与えた。
2021年4月25日に執行された議会選挙では対立が目立ったエディ・ラマ首相率いる与党・アルバニア社会党が過半数の74議席を獲得し勝利したが、この選挙にメタが関与したのは違憲であるとしてアルバニア議会が大統領弾劾裁判を開始し、6月9日に賛成104、反対7、棄権3票で可決され、以降の審議は憲法裁判所に移った。2022年2月16日、憲法裁判所は弾劾裁判で示された証拠は憲法上の重大な違反にあたらないと判断し、メタの大統領解任を覆した。2022年7月24日に任期満了で退任。

## 私生活
セルティックFCの熱狂的ファンで、サポータークラブを設立した。妻のモニカ・クリマエディは国会議員で1998年に結婚。2人の娘と1人の息子がいる。